# Marcus Valerius Lactuca Maximus
Marcus Valerius Lactuca Maximus war ein römischer Politiker im 5. Jahrhundert v. Chr., Konsul des Jahres 437 v. Chr. Er war als Consul suffectus Nachfolger von Marcus Geganius Macerinus und Amtskollege des Konsuls Lucius Sergius Fidenas.
Er war der Sohn des Marcus Valerius Maximus Lactuca, Konsul von 456 v. Chr., und Vater des Marcus Valerius Lactucinus Maximus, Konsulartribun des Jahres 398 v. Chr. Das Cognomen Lactuca ist nicht ganz gesichert, das Cognomen könnte auch Lactucinus gelautet haben.
Nach den Fasti triumphales feierte Lactuca Maximus einen Triumph über Veji und Fidenae, Titus Livius schreibt diesen Triumph dem im gleichen Jahr amtierenden Diktator Mamercus Aemilius zu.